# Сауэсельг, Артур-Александр Иосипович
А́ртур-Алекса́ндр Ио́сипович Са́уэсельг (Саусельг) (эст. Artur Aleksander Saueselg (Sauselg); 17 октября 1894, Яуса (остров Хийумаа), Гапсальский уезд, Эстляндская губерния, Российская империя — 29 августа 1965, Таллин, ЭССР, СССР) — эстонский и советский военный деятель, участник Эстонской освободительной войны и Великой Отечественной войны. В годы Великой Отечественной войны командовал 249-й стрелковой дивизией.

## Биография
До службы в армии Сауэсельг был матросом на парусном судне.
В 1913 году в Везенберге (ныне Раквере) окончил городское училище. Затем работал электриком на цементном заводе в посёлке Азери.
В Первую мировую войну в декабре 1914 года добровольно поступил на военную службу и был зачислен во 2-й запасной батальон в городе Ораниенбаум.
15 июня 1915 года командирован в 3-ю Петроградскую школу прапорщиков, по окончании которой 15 августа того же года был произведен в прапорщики и направлен на фронт. До декабря 1917 года проходил службу в должностях младшего офицера роты, командира роты и батальона в составе 227-го пехотного Епифанского, 605-го пехотного и 768-го пехотного Граевского полков. Воевал с ними в Польше и Румынии, дослужился до штабс-капитана. За боевые отличия награждён орденами Святой Анны 3-й ст. с мечами и бантом, Святого Станислава 3-й ст. с мечами и бантом, Святой Анны 4-й ст. с надписью «За храбрость».
В декабре 1917 года из 768-го пехотного Траевского полка убыл в отпуск. Будучи в городе Раквере, получил телеграмму о роспуске полка, после чего с 10 января 1918 года там же зачислен в 4-й Эстонский пехотный полк начальником пулемётной команды.
Во время Эстонской освободительной войны с ноября 1918 года Сауэсельг в звании штабс-капитана командовал батальоном в 5-м пехотном полку Эстонской народной армии (на Нарвском и Южном фронтах), с сентября 1919 года в звании капитана был командиром отдельного Качаловского батальона (район Печёр). В составе этих частей принимал участие в боях против Красной армии, за что эстонским правительством награждён орденом «Крест Свободы».
С августа 1920 года командовал ротой в партизанском полку в Сакала (район Тарту). С декабря был командиром роты и батальона в 5-й Эстонской армии в районе Верро, Раквере, с января 1923 года — младшим офицером и начальником учебной команды 6-го полка Эстонской армии в городе Пярну.
С января по июль 1925 года капитан Сауэсельг находился на учебе на курсах кадровых офицеров в Таллине, по возвращении в 6-й полк назначен полковым адъютантом. С июля 1926 года командовал батальоном в Сакаласком партизанском полку, затем вновь в 6-м полку в городе Пярну. С 8 октября 1928 года подполковник Сауэсельг — слушатель Военной академии в городе Таллине, по окончании которой в августе 1929 года назначен командиром 3-го отдельного батальона в городе Валк. С января 1930 года исполнял должность начальника штаба 2-й дивизии Эстонской армии в городе Тарту. В апреле 1934 года был назначен начальником Таллинского военного училища. 14 июня 1934 Артур Сауэсельг руководил тактическими учениями в Вальдеки. По его вине произошёл несчастный случай: в непосредственной близости от группы солдат разорвался снаряд, который выронил курсант Йоханнес Каттай. В результате взрыва было убито 10 человек. 15 марта 1935 Сауэсельга признали виновным в халатности и приговорили к восьмимесячному аресту. С сентября 1936 по январь 1940 года — начальник Вильянского и Пярновского военных округов, с августа 1940 года — командующий 4-й дивизией в городе Вильянди.
С вхождением Эстонской Республики в состав СССР приказом НКО от 15.11.1940 Сауэсельг был зачислен в кадры РККА с присвоением воинского звания — полковник — и назначен командиром 171-го территориального стрелкового полка ПрибОВО (182-я стрелковая дивизия) в городе Петсери. В июне 1941 года направлен на учебу на КУВНАС при Военной академии РККА им. М. В. Фрунзе.
В Великую Отечественную войну Сауэсельг в декабре 1941 года окончил курсы и был оставлен в академии преподавателем кафедры тактики. В январе 1942 года был направлен в УрВО на должность командира 354-го стрелкового полка 7-й Эстонской стрелковой дивизии. До апреля дивизия формировалась в Камышловских лагерях Свердловской области, затем переведена в город Егорьевск Московской области, где продолжала заниматься боевой подготовкой. 28 сентября полковник Сауэсельг был назначен командиром 249-й Эстонской стрелковой дивизии, находившейся на доформировании в районе города Коломна. С 22 октября дивизия состояла в резерве Ставки ВГК, а в начале ноября была передислоцирована на Калининский фронт. С 13 декабря она в составе 8-го Эстонского стрелкового корпуса 3-й ударной армии заняла оборону в районе Заречье, Каменкино, Фишково, оз. Кислое, Рылова и 19 декабря вступила в бой с немецко-фашистскими войсками в районе Великие Луки на восточном берегу реки Ловать, участвуя в Великолукской наступательной операции. Как командир дивизии Сауэсельг проявил себя с отрицательной стороны: в период операции растерялся и не смог управлять боем. За это 29 декабря он был отстранён от должности и зачислен в распоряжение Военного совета Калининского фронта, а его место занял Иоган Ломбак. С 14 января 1943 года Сауэсельг — старший преподаватель тактики на курсах «Выстрел». В августе 1944 года переведен на должность руководителя тактики Харьковских курсов усовершенствования офицеров пехоты. По ходатайству секретаря ЦК КП(б) Эстонии Н. Г. Каротамма 9 ноября 1944 года полковник Сауэсельг зачислен в запас Красной армии по ст. 43, п. «а» (для использования на советской работе).
После увольнения занимал пост начальника отдела военно-физической подготовки Наркомата просвещения Эстонской ССР, затем заместителя министра просвещения республики. С июля 1947 года был начальником административно-хозяйственного отдела Министерства просвещения Эстонской ССР. С ноября 1952 года работал бригадиром цеха на жестяно-литографическом заводе «Норма» в Таллине.
Сестра Артура, Альма, была замужем за Николаем Каротаммом.
Похоронен в Таллине на кладбище Лийва.